# 津田幸男 (言語学者)
津田 幸男（つだ ゆきお、1950年 - ）は、日本のコミュニケーション学者。筑波大学名誉教授。平和言語学研究所所長。専門は英語支配論、言語政策論、国際コミュニケーション論、異文化コミュニケーション論。

## 来歴
1950年神奈川県生まれ。1973年横浜国立大学教育学部英語科専攻卒業。1978年年南イリノイ大学カーボンデール校大学院英語教育学研究科修士課程修了（M.A.）。1985年南イリノイ大学カーボンデール校大学院スピーチ・コミュニケーション学研究科博士課程修了（Ph.D.）。1986年から1988年長崎大学経済学部准教授。1988年から1993年名古屋大学言語文化研究所准教授。1993年から2001年名古屋大学大学院国際開発研究科教授。2001年筑波大学大学院人文社会科学研究科現代語・現代文化専攻教授、2014年名誉教授。松山大学人文学部英語英米文学科特任教授、国際日本文化研究センター客員教授、サン・マテオ短期大学客員教授、ハワイの東西センター客員研究員なども務めた。著書、論文多数。

## 著書

### 単著
- 『沈黙を破る英語：English for Self-Expression』（語研、1982年）
- 『ビジネス英語スピーチ』（創元社、1988年）ISBN 4422810480
- 『英語ショート・スピーチ・ハンドブック』（創元社、1990年）ISBN 442281222X
- 『英語支配の構造：日本人と異文化コミュニケーション』（第三書館、1990年）ISBN 4807490222
- 『やさしい英語スピーチ』（創元社、1994年）ISBN 4422810650
- 『侵略する英語反撃する日本語：美しい文化をどう守るか』（PHP研究所、1996年）ISBN 4569551106
- 『英語下手のすすめ：英語信仰はもう捨てよう』（KKベストセラーズ社、2000年）ISBN 4584103232
- 『英語ひとことメッセージ事典』（創元社、2003年）ISBN 4422810758
- 『英語支配とは何か：私の国際言語政策論』（明石書店、2003年）ISBN 4750318388
- 『言語・情報・文化の英語支配：地球市民社会のコミュニケーションのあり方を模索する』（明石書店、2005年）ISBN 4750320862
- 『英語支配とことばの平等：英語が世界標準語でいいのか？』（慶應義塾大学出版会、2006年）ISBN 4766413040
- 『日本語防衛論』（小学館、2011年）ISBN 9784093881760
- 『英語を社内公用語にしてはいけない3つの理由』（阪急コミュニケーションズ、2011年）ISBN 9784484112145
- 『日本語を護れ！：「日本語保護法制定のために」』（明治書院、2013年）ISBN 9784625634130
- 『日本語肯定論：「否定」から「肯定」への意識改革』（啓文社書房、2023年）ISBN 9784899920830

### 編著
- 『英語支配への異論：異文化コミュニケーションと言語問題』（第三書館、1993年）ISBN 4807493043
- 『日本人と英語：英語化する日本の学際的研究』（国際日本文化研究センター、1998年）
- 『グローバル・コミュニケーション論：対立から対話へ』（ナカニシヤ出版、2002年）ISBN 9784888487177
- 『アメリカナイゼーション：静かに進行するアメリカの文化支配』（研究社、2004年）ISBN 4327376930